# Pont Biais
Le pont Biais est le pont de liaison entre l'autoroute Liège-Maastricht et les quais de la Dérivation à Liège.

## Description
Il s’agit d’un pont à trois travées comprenant deux voies de circulation à sens unique et permettant au trafic venant de l'autoroute de rejoindre directement les quais de la Dérivation, mis également à sens unique de circulation de l'aval vers l'amont. Les travaux de construction furent accomplis en 1976, dans le cadre de la remise par la ville de Liège à l'État belge des quais de la Dérivation.

## Voiries adjacentes
- Quai du Roi Albert
- Quai du Barbou